# Antoine Huby
Antoine Huby (* 19. Januar 2001 in Uzel) ist ein französischer Radrennfahrer.

## Sportlicher Werdegang
Seine Karriere im Radsport begann Huby im Cyclocross, 2019 wurde er in französischer Juniorenmeister. Nach dem Wechsel in die U23 wurde er Mitglied im UCI Cyclo-Cross Team Cross Team Legendre. Er startete im Weltcup und bei Weltmeisterschaften, 2021 gewann er den nationalen Titel in der U23. Nach einem Beinbruch im Juni 2022 konnte er in der Saison 2022/2023 kaum Rennen bestreiten.
Mit seinem Cross-Team nahm Huby in der Sommersaison an verschiedenen Straßenrennen teil. Bei der Tour Alsace 2021 machte er auf sich aufmerksam, als er bei der Bergankunft auf dem Planche des Belles Filles den zweiten Platz belegte. Zur Saison 2023 wurde er Mitglied im französischen Verein Vendée U, um sich verstärkt dem Straßenradsport zuzuwenden und sich dort weiterzuentwickeln. Dabei erreichte er 2023 jeweils den zweiten Platz in der Gesamtwertung des Flèche du Sud und bei Lüttich–Bastogne–Lüttich Espoirs. Den größten Erfolg und gleichzeitig ersten Sieg bei einem UCI-Rennen erzielte er mit der Nationalmannschaft, als er die Gesamtwertung des Course de la Paix Grand Prix Jeseníky für sich entschied.
Zur Saison 2024 erhielt Huby einen Profi-Vertrag beim UCI WorldTeam Soudal Quick-Step. Bestes Ergebnis in seiner Debütsaison war ein achter Etappenrang bei der Tour Down Under 2024.

## Erfolge

### Straße
2023
- Gesamtwertung Course de la Paix Grand Prix Jeseníky

### Cyclocross
2019
- Französischer Meister (Junioren)

2021
- Französischer Meister (U23)